# Carolina Arienti Lattanzi
Carolina Arienti Lattanzi (née à Florence en 1771 et morte en 1818) est écrivaine, journaliste, poète et l'une des pionnières du mouvement féministe italien. Elle prononce une conférence célèbre, « Della schiavitù delle donne » (L'esclavage des femmes), appelant à davantage de droits pour les femmes et attirant l'attention sur les obstacles sociétaux et juridiques qui les empêchent d'être les égales des hommes. En 1804, avec son mari, Giuseppe Lattanzi, elle fonde Il Corriere delle Dame, l'une des premières revues italiennes conçue pour les femmes, qui couvre la mode féminine, ainsi que l'actualité. 

## Biographie
Carolina Arienti naît à Florence, dans une famille bourgeoise. En 1788, elle épouse l'écrivain et homme politique Giuseppe Lattanzi, et ils s'installent à Mantoue. En mai 1797, Carolina Lattanzi est admise comme membre de l'Académie de l'enseignement public de Mantoue, sans avoir le droit de vote. En juillet 1797, elle prononce un discours devant l'Académie, intitulé « Della schiavitù delle donne » (L'esclavage des femmes). Celui-ci est publié sous la forme d'un pamphlet dédié à Joséphine Beauharnais, mariée à Napoléon Bonaparte. Dans son discours, Carolina Lattanzi appelle à l'obtention de davantage de droits pour les femmes et dénonce leur « triple esclavage » : les pères forcent leurs filles à se marier ou à se retirer au couvent ; les maris sont souvent autoritaires et cruels ; les « despotes » refusent aux femmes le droit de divorcer et d'hériter, ainsi que l'accès à l'éducation et à la fonction publique. Carolina Lattanzi déclare que les femmes peuvent jouer un rôle égal à celui des hommes dans la société, à condition qu'on leur donne accès à l'éducation. Elle adresse en grande partie son discours aux femmes, les encourageant à agir en leur propre nom.  

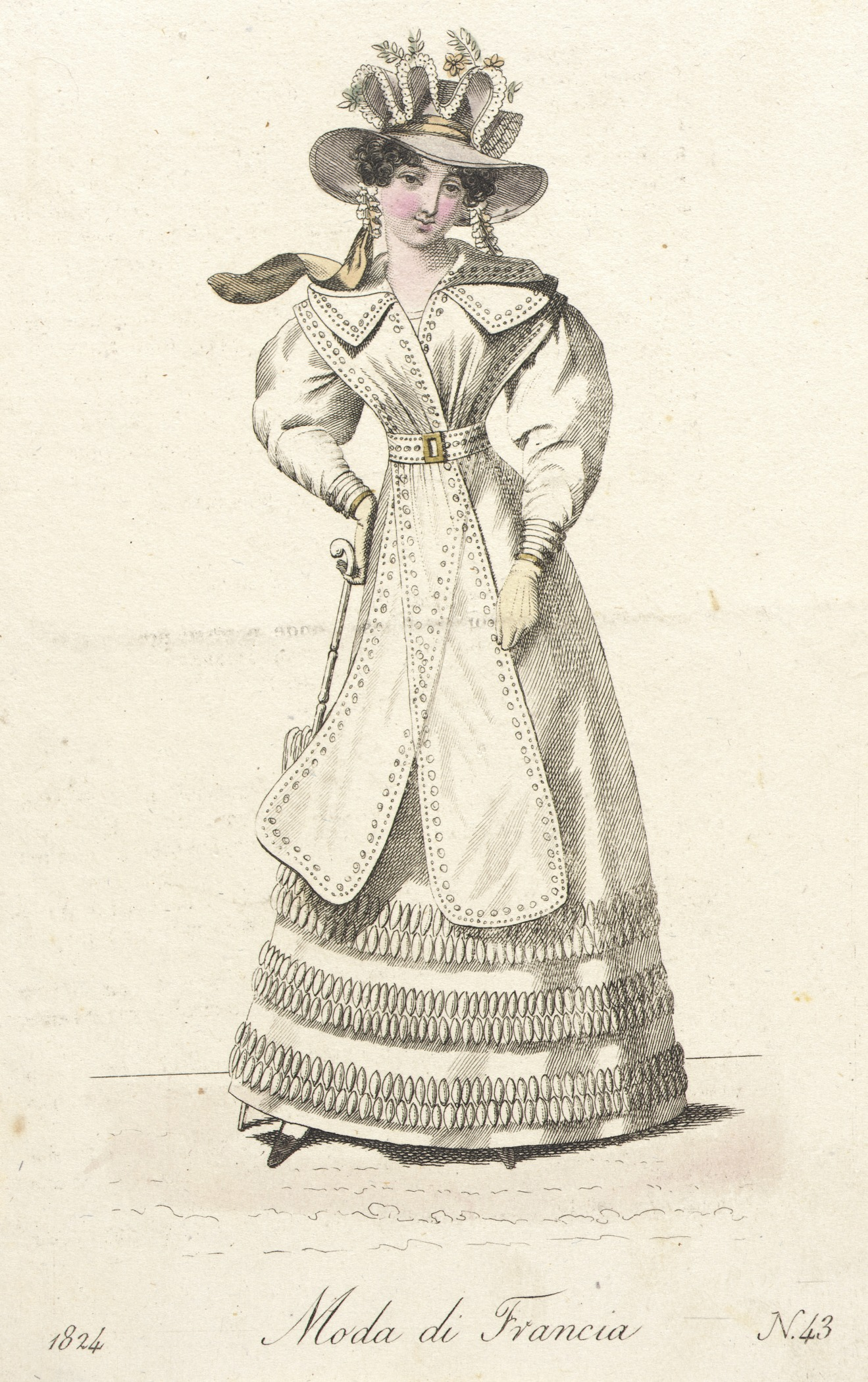
Gravure de mode du Corriere delle Dame, vers 1824 (Los Angeles County Museum of Art)

En 1804, à Milan, les Lattanzis cofondent Il Corriere delle Dame (l'une des premières revues italiennes destinée à un public féminin), qui couvre la mode féminine, la littérature, l'actualité, les conseils pratiques et les critiques théâtrales et musicales,. C'est l'une des premières revues qui publie des gravures de mode.  Carolina Lattanzi choisit de lancer la revue l'année précédant le couronnement de Bonaparte comme roi d'Italie. Elle anticipe ainsi les futurs bals qui auront lieu à cette occasion et au cours desquels la haute société milanaise voudra être habillée à la dernière mode. Dans ce contexte et grâce aux publicités qui s'adressent à la cour milanaise de Napoléon, Carolina Lattanzi compte environ 700 abonnés en 1811. En plus de son contenu axé sur la mode, Il Corriere delle Dame publie un supplément intitulé « Termometro Politico » (thermomètre politique), qui couvre l'actualité politique. Elle publie également des partitions musicales, telles que la cavatine pour guitare de Nicola Moretti, et des brochures, comme l' Elogio storico della Contessa Paolina Secco-Suardo-Grismondi tra le Pastorelle d'Arcadia Lesbia Cidonia.  Après la mort de Carolina Lattanzi en 1818, c'est Giuditta Lampugnanila qui prend la direction de la rédaction. La revue est publiée jusqu'en 1875.  
En plus de ses écrits pour le Corriere, trois des cantiques de Carolina Lattanzi sont publiés dans l'anthologie de 1810 Omaggio poetico di vari autori per l'Imeneo di Napoleone con Maria Luigia d'Austria (Hommage poétique de divers auteurs pour le mariage de Napoléon et de Marie-Louise d'Autriche). En 1815, peu de temps avant de tomber malade, Carolina Lattanzi publie une partie de ses poèmes dans Diario poetico (Journal poétique), qui est envoyé à tous les abonnés du Corriere. 